# Jan Hendrik Oort
Jan Hendrik Oort (28 de abril de 1900 - 5 de noviembre de 1992) fue un astrónomo neerlandés internacionalmente conocido. Estimuló de manera especial la radioastronomía. Es conocido porque el toroide de cometas que envuelve el Sistema Solar recibió su nombre, nube de Oort.
Oort nació en Franeker, Provincia de Frisia, y estudió en Groninga con Jacobus Cornelius Kapteyn. Su tesis doctoral se tituló Estrellas de gran velocidad. En 1927 probó que la Vía Láctea rotaba, analizando el movimiento de las estrellas. En 1935 consiguió el puesto de profesor en la Universidad de Leiden, donde Ejnar Hertzsprung era el director.
Oort estaba fascinado por las ondas de radio del universo. Tras la Segunda Guerra Mundial se convirtió en un pionero en el campo de la radioastronomía, para lo que empleó una vieja antena de radar alemana.
En los años 50 consiguió un nuevo telescopio en Dwingeloo, este de Holanda, para investigar el centro galáctico. En 1970 se construyó uno nuevo en Westerbork, consistente en 12 pequeños radiotelescopios trabajando al unísono para realizar observaciones interferométricas. Dicho tipo de observación había sido propuesto por él, pero la empleó con éxito Martin Ryle antes.
Su hipótesis del origen común de los cometas fue posteriormente aceptada como correcta, aunque hoy en día se cree que existen otros lugares más de formación.

## Descubrimientos de Oort
- Oort calculó que el centro de la Vía Láctea se encuentra a 30.000 años luz de la Tierra en la dirección de Sagitario.
- Probó que la Vía Láctea tiene una masa de 100 mil millones de Soles.
- En 1950 sugirió la existencia de una región del Sistema Solar de donde venían los cometas, la Nube de Oort. Esta idea era original de Ernst Öpik, quien la postuló en 1932.
- Descubrió que la luz de la nebulosa del Cangrejo (M1) estaba polarizada, por lo que debía ser una emisión de sincrotrón.

## Reconocimiento
- Gold Medal of the Royal Astronomical Society en 1946
- Henry Norris Russell Lectureship en 1951
- Premio Balzan en 1988

### Nombres en su honor
- Asteroide (1691) Oort
- Nube de Oort
- Constantes de Oort de la estructura galáctica